# David Prain
Sir David Prain, född 11 juli 1857 i Fettercairn, Kincardineshire, död 16 mars 1944 i Whyteleafe, Surrey, var en skotsk botaniker.
Prain blev kurator vid herbariet i Calcutta år 1887, professor i botanik vid Medical College där 1895, samt chef för Botanical Survey of India och föreståndare för botaniska trädgården i Calcutta år 1898. Han var föreståndare för Kew Gardens perioden 1905–1922. Han publicerade flera botaniska arbeten, företrädesvis med deskriptivt innehåll, däribland delar av William Henry Harveys och Otto Wilhelm Sonders stora Flora capensis. Prain blev filosofie hedersdoktor vid Linnéjubileet i Uppsala 1907 och utländsk ledamot av svenska Kungliga Vetenskapsakademien 1912. Han adlades år 1912.